# Mogoșani
Mogoșani è un comune della Romania di 4 366 abitanti, ubicato nel distretto di Dâmbovița, nella regione storica della Muntenia.
Il comune è formato dall'unione di 5 villaggi: Chirca, Cojocaru, Merii, Mogoșani, Zăvoiu.